# Tabella punti delle figure
La tabella punti delle figure è un documento, mantenuto aggiornato dal Consiglio della Federazione Mondiale di sci nautico per le Discipline Classiche, dove vengono illustrate tutte le figure accreditabili in una gara di Figure.

## Modalità di aggiornamento
Uno sciatore ha la facoltà di proporre una figura nuova al Consiglio Mondiale tramite del materiale video, inviabile ai vertici della Federazione Mondiale. Le rivalutazioni delle regole, tra cui la tabella delle figure, vengono fatte ogni anno, di conseguenza una nuova figura va proposta entro il 30 settembre dell'anno. Il 1º novembre di ogni anno viene rilasciato il rulebook ufficiale. La figura, se approvata dalla maggioranza dei membri del consiglio, viene inserita nella tabella.

## Codice di una figura
Il codice di una figura è una sigla utilizzata per descriverne le caratteristiche, formata dalle iniziali (inglesi) delle caratteristiche della figura in esame. La lettera finale, tralasciando le rotazioni di 360° partendo rivolti verso la barca, indica la posizione di arrivo dello sci a termine figura, che può essere rivolto verso la barca (F=Front) oppure opposto alla direzione della barca (B=Back). La lettera W(=wake) è posta sempre all'inizio di alcune figure, e ne indica l'appartenenza alla categoria delle figure onda, ossia a quella categoria di figure eseguite in aria sfruttando la salita dell'onda creata dal motoscafo. Se la figura è eseguita con la corda al piede, va scritta con la lettera T(=Toehold) prima di tutto l'acronimo (anche della lettera W). In una rotazione in asse il numero indica i gradi di rotazione (3=360°; 5=540°; 7=720°; 9=900°) dello sci. Se la rotazione ha una caratteristica in più, va preceduta la lettera che ne notifica la natura. Ad esempio si utilizza la lettera L(=Line) per indicare il passaggio della gamba libera sopra la corda o, in caso si abbia la corda al piede, per indicare il passaggio dello sci sulla corda. Oppure le lettere SL(=Ski Line) indicano il passaggio dello sci sopra la corda di traino: per queste figure la lettera W non serve. Inoltre ci sono i suffissi WFLIP che indicano un salto mortale (Summer Sault), seguito da F se il salto mortale è eseguito in avanti o da B se è eseguito all'indietro: se il salto mortale prevede una rotazione (Twist), dopo il suffisso segue la rotazione, la posizione di partenza (B o F) e la posizione di arrivo (B o F).

## Figure acqua
Le figure acqua sono particolari figure da eseguirsi senza lo stacco dell sci dall'acqua, quindi eseguite facendolo scivolare su di essa.
Qui sotto trovate la tabella ufficiale di questa categoria di figura, con una legenda per la piena comprensione della descrizione di ogni figura.
| Legenda per la descrizione di una figura                                              |
| ------------------------------------------------------------------------------------- |
| F-F: Figura iniziata rivolti verso la barca e conclusa rivolti verso la barca         |
| F-B: Figura iniziata rivolti verso la barca e conclusa dando le spalle alla barca     |
| B-B: Figura iniziata dando le spalle alla barca e conclusa dando le spalle alla barca |
| B-F: Figura Iniziata dando le spalle alla barca e conclusa rivolti verso la barca     |
| Side Slide: Posizione il cui lo sci derapa, girato di 90° rispetto alla posizione F   |
| Stepover: Passaggio della gamba libera dallo sci sopra la corda di traino             |
| Toehold: Figura eseguita con la corda al piede                                        |

|        |     |                    |    | 2 Sci |         | 1 Sci |         |
| Codice |     | Descrizione        | N. | Base  | Inverso | Base  | Inverso |
| ------ | --- | ------------------ | -- | ----- | ------- | ----- | ------- |
| S      |     | Side Slide         | 1  | 20    | 20      | 40    | 40      |
| TS     |     | Toehold side slide | 2  | -     | -       | 130   | 130     |
| B      | 180 | F-B                | 3  | 30    | 30      | 60    | 60      |
| F      |     | B-F                | 4  | 30    | 30      | 60    | 60      |
| 0      | 360 | F-F                | 5  | 40    | 40      | 90    | 90      |
| BB     |     | B-B                |    | 40    | 40      | 90    | 90      |
| 5B     | 540 | F-B                |    | 50    | -       | 110   | -       |
| 5F     |     | B-F                |    | 50    | -       | 110   | -       |
| 7F     | 720 | F-F                |    | 60    | -       | 130   | -       |
| 7B     |     | B-B                |    | 60    | -       | 130   | -       |
| LB     | 180 | F-B Stepover       | 6  | 70    | 70      | 110   | -       |
| LF     |     | B-F Stepover       | 7  | 70    | 70      | 110   | -       |
| TB     | 180 | F-B Toehold        | 8  | -     | -       | 100   | 100     |
| TF     |     | B-F Toehold        | 9  | -     | -       | 100   | 100     |
| TO     | 360 | F-F Toehold        | 10 | -     | -       | 200   | 200     |
| TBB    |     | B-B Toehold        | 11 | -     | -       | 200   | 200     |
| T5B    | 540 | F-B Toehold        | 12 | -     | -       | 350   | 350     |
| T7F    | 720 | F-F Toehold        |    | -     | -       | 450   | -       |
| T5F    | 540 | B-F Toehold        | 13 | -     | -       | 350   | -       |

## Figure onda
Le figure onda sono particolari figure da eseguirsi staccando lo sci dall'acqua. Possono essere di vario tipo: rotazioni in asse, passaggi sopra la corda e salti mortali.
Qui sotto trovate la tabella ufficiale di questa categoria di figura, con una legenda per la piena comprensione della descrizione di ogni figura.
| Legenda per la Descrizione di una figura                                                                           |
| --- |
| F-F: Figura iniziata rivolti verso la barca e conclusa rivolti verso la barca                                      |
| F-B: Figura iniziata rivolti verso la barca e conclusa dando le spalle alla barca                                  |
| B-B: Figura iniziata dando le spalle alla barca e conclusa dando le spalle alla barca                              |
| B-F: Figura Iniziata dando le spalle alla barca e conclusa rivolti verso la barca                                  |
| Side Slide: Posizione il cui lo sci derapa, girato di 90° rispetto alla posizione F                                |
| Stepover: Passaggio della gamba libera dallo sci sopra la corda di traino                                          |
| Toehold: Figura eseguita con la corda al piede                                                                     |
| Double Stepover: Doppio passaggio della gamba libera dallo sci sopra la corda di traino                            |
| Toehold Stepover: Passaggio dello sci sopra la corda di traino eseguito con la corda al piede                      |
| Forward Somersault: Salto mortale in avanti                                                                        |
| Backward Somersault: Salto mortale all'indietro                                                                    |
| Ski Line: Passaggio dello sci sopra la corda di traino                                                             |
| Flip: vedi Backward Somersault                                                                                     |
| Double Flip: Doppio salto mortale all'indietro                                                                     |
| Twist: Rotazione in asse eseguita durante un salto mortale: half twist è una rotazione di 180°, full twist di 360° |

|                 |     |                                  |     | 2 Sci |         | 1 Sci |         |
| Codice          |     | Descrizione                      | N.  | Base  | Inverso | Base  | Inverso |
| --------------- | --- | -------------------------------- | --- | ----- | ------- | ----- | ------- |
| WB              | 180 | F-B                              | 14  | 50    | 50      | 80    | 80      |
| WF              |     | B-F                              | 15  | 50    | 50      | 80    | 80      |
| WO              | 360 | F-F                              | 16  | 110   | 110     | 150   | 150     |
| WBB             |     | B-B                              | 17  | 110   | 110     | 150   | 150     |
| W5B             | 540 | F-B                              | 18  | 310   | 310     | 310   | 310     |
| W5F             |     | B-F                              | 19  | 310   | 310     | 310   | 310     |
| W7F             | 720 | F-F                              | 20  | 800   | 800     | 800   | 800     |
| W7B             |     | B-B                              | 21  | 480   | 480     | 480   | 480     |
| W9B             | 900 | F-B                              | 22  | 850   | 850     | 850   | 850     |
| W9F             |     | B-F                              |     | 850   | 850     | 850   | 850     |
| WLB             | 180 | F-B Stepover                     | 23  | 110   | 110     | 160   | -       |
| WLF             |     | B-F Stepover                     | 24  | 110   | 110     | 160   | -       |
| WLO             | 360 | F-F Stepover                     | 25  | 200   | 200     | 260   | 260     |
| WLBB            |     | B-B Stepover                     | 26  | 200   | 200     | 260   | 260     |
| WL5B            | 540 | F-B Stepover                     | 27  | 300   | 300     | 420   | 420     |
| WL5LB           |     | F-B Double Stepover              |     | -     | -       | 500   | 500     |
| WL7F            | 720 | F-F Stepover                     | 27A | 700   | 700     | 700   | 700     |
| WL9B            | 900 | F-B Stepover                     | 27B | 800   | 800     | 800   | 800     |
| WL5F            | 540 | B-F Stepover                     | 28  | 300   | 300     | 420   | 420     |
| WL5LF           |     | B-F Double Stepover              |     | -     | -       | 500   | 500     |
| WL7B            | 720 | B-B Stepover                     |     | 550   | 550     | 550   | 550     |
| WL9F            | 900 | B-F Stepover                     | 28A | 800   | 800     | 800   | 800     |
| TWB             | 180 | F-B Toehold                      | 29  | -     | -       | 150   | 150     |
| TWF             |     | B-F Toehold                      | 30  | -     | -       | 150   | 150     |
| TWO             | 360 | F-F Toehold                      | 31  | -     | -       | 300   | 300     |
| TWBB            |     | B-B Toehold                      | 32  | -     | -       | 330   | 330     |
| TW5B            | 540 | F-B Toehold                      | 33  | -     | -       | 500   | 500     |
| TW5F            |     | B-F Toehold                      | 34  | -     | -       | 500   | -       |
| TW7F            | 720 | F-F Toehold                      | 35  | -     | -       | 650   | 650     |
| TW7B            |     | B-B Toehold                      | 36  | -     | -       | 650   | -       |
| TWLB            | 180 | F-B Toehold Stepover             | 37  | -     | -       | 320   | -       |
| TWLF            |     | B-F Toehold Stepover             | 38  | -     | -       | 380   | -       |
| TWLO            | 360 | F-F Toehold Stepover             | 39  | -     | -       | 480   | 480     |
| TWLBB           |     | B-B Toehold Stepover             | 40  | -     | -       | 480   | 480     |
| TWL5B           | 540 | F-B Toehold Stepover             | 41  | -     | -       | 600   | 600     |
| TWL5F           |     | B-F Toehold Stepover             | 42  | -     | -       | 700   | -       |
| TWL7F           | 720 | F-F Toehold Stepover             | 42a |       |         | 800   | -       |
| FFL/WFLIPF      |     | Forward Somersault               | 43  | 800   | -       | 800   | -       |
| BLF/WFLIPB      |     | Backward Somersault              | 44  | 500   | 500     | 500   | 500     |
| SLB             |     | F-B Ski Line                     | 45  | -     | -       | 350   | 350     |
| SLF             |     | B-F Ski Line                     | 46  | -     | -       | 400   | 400     |
| SLO             | 360 | F-F Ski Line                     | 47  | -     | -       | 400   | 400     |
| SLBB            |     | B-B Ski Line                     | 48  | -     | -       | 450   | 450     |
| SL5B            | 540 | F-B Ski Line                     | 49  | -     | -       | 550   | 550     |
| SL5F            |     | B-F Ski Line                     | 50  | -     | -       | 550   | 550     |
| SL7B            | 720 | B-B Ski Line                     | 51  | -     | -       | 750   | 750     |
| SL7F            | 720 | F-F Ski Line                     | 52  | -     | -       | 800   | 800     |
| DBFL/WDFLIPB    |     | Wake Double Flip                 | 53  | 1000  | -       | 1000  | -       |
| BLF0/WFLIPBFT   |     | Wake Flip Full Twist             | 54  | 800   | -       | 800   | 800     |
| BFLBB/WFLIPBBBT |     | Flip Full Twist BB               | 56  | 800   | -       | 800   | 800     |
| BFLB/WFLIPBFB   |     | Wake Flip Half Twist B           | 55  | 750   | 750     | 750   | 750     |
| BFLF/WFLIPBBF   |     | Wake Flip Half Twist F           | 57  | -     | -       | 550   | 500     |
| BFLLB/WFLIPBLB  |     | Wake Flip Twist Line Back        | 58  | 800   | 800     | 800   | 800     |
| BFL5F/WFLIPB5F  |     | Wake Flip 5F                     | 59  | -     | -       | 850   | 850     |
| BFL5B/WFLIPB5B  |     | Wake Flip 5B                     | 60  | -     | -       | 900   | 900     |
| FFLB/WFLIPFB    |     | Forward Somersault with 180 Back | 61  | 850   | -       | 850   | -       |